# Turbinaria ornata
Espèce
Turbinaria ornata est une espèce d'algues brunes de la famille des Sargassaceae. On la rencontre dans l'océan Indien. Dans le Pacifique en Polynésie française. Son échouage sur les plages et sa décomposition dans l'eau de mer et au bord de l'eau provoquent des émanations de SH2, Sulfure d'hydrogène, sentant l'œuf pourri et potentiellement mortelles selon leur concentration.[réf. nécessaire]

## Liste des formes et variétés
Selon World Register of Marine Species (18 nov. 2012) :
- forme Turbinaria ornata f. cordata Pham Hoàng Hó
- forme Turbinaria ornata f. ecoronata W.R.Taylor, 1964
- forme Turbinaria ornata f. evesiculosa (E.S.Barton) W.R.Taylor, 1964
- forme Turbinaria ornata f. hainanensis W.R.Taylor, 1964
- variété Turbinaria ornata var. prolifera Pham Hoàng Hó

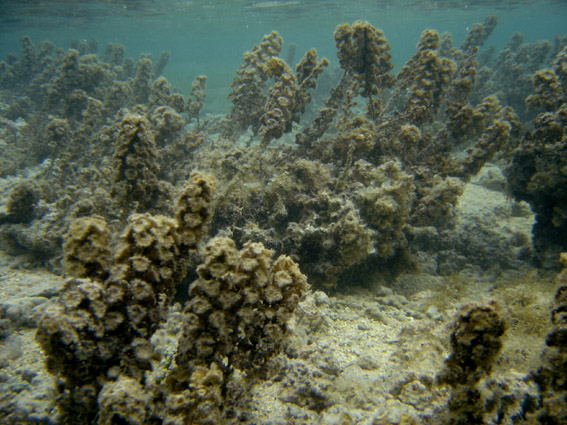
Herbier de Turbinaria ornata var. serrata à La Réunion.

- variété Turbinaria ornata var. serrata Jaasund, 1976